# Kreisgericht Sprottau
Das Kreisgericht Sprottau war ein preußisches Kreisgericht in der damaligen Provinz Schlesien mit Sitz in der Stadt Sprottau.

## Geschichte
In Bezirk des Kreisgerichts Sprottau bestanden bis 1849 das königliche Land- und Stadtgericht Sprottau sowie viele Patrimonialgerichte.
1849 wurden in Preußen einheitlich Kreisgerichte geschaffen. Hierbei wurde die Patrimonialgerichtsbarkeit abgeschafft und die Patrimonialgerichte wurden aufgehoben. Auch die eingangs genannten Gerichte wurden aufgehoben und es entstand das Königliche Kreisgericht Sprottau im Sprengel des Appellationsgerichts Glogau. Es war für den Landkreis Sprottau zuständig.
Das zuständige Schwurgericht war das Kreisgericht Glogau. Am Gericht waren 1870 ein Direktor und fünf Kreisrichter eingesetzt. 1870 betrug die Zahl der Gerichtseingesessenen 34.410. Gerichtstage wurden in Neu-Gabel und Primkenau gehalten.
Im Rahmen der Reichsjustizgesetze wurde das Gerichtswesen in Deutschland 1879 vereinheitlicht. Damit wurde das Kreisgericht Sprottau aufgehoben und das königlich preußische Amtsgericht Sprottau mit Wirkung zum 1. Oktober 1879 als eines von 14 Amtsgerichten im Bezirk des Landgerichtes Glogau als Nachfolger gebildet.